# Житкур
Житкур – бывшее село в Палласовском районе Волгоградской области. Основано в 1840 году, упразднено в 1954 году .
Село располагалось на юге современного Палласовского района Волгоградской области, в 28 км к юго-западу от озера Эльтон 

## Название
Народная этимология связывает название села с именем одного из первых жителей . Однако топоним Житкур появляется на картах еще до основания села, в конце XVIII века .

## История
Основано в 1840 году. В «Списках населенных мест Российской империи» за 1861 – 1865 гг. Житкур назван хутором («малороссийским селением без церкви»). В то время он состоял из 60 домов. Первое упоминание о церкви в Житкуре относится к 1889 году .
Советская власть стала устанавливаться в уездах Астраханской губернии только зимой 1918 года. В том же году был образован Житкурский волостной исполнительный комитет. Так, в марте 1919 года Житкур был захвачен белогвардейским отрядом Н.Р. Сабинина . В конце августа – начале сентября 1919 года Житкур был освобождён 2-й и 3-й полки Московской кавалерийской дивизии. С апреля до конца 1921 года Житкур многократно подвергался налетам банд численностью от 19 до 60 человек .
Постановлением ВЦИК от 19 ноября 1923 года Житкурская волость была объединена с Ново-Эльтонской. Вновь образована в марте 1924 года, в мае 1927 года была объединена с Кайсацкой волостью .
Зажиточные крестьяне в Житкуре держали ветряные мельницы, маслобойни, занимались извозом (до Сайхина и Эльтона), плотницким делом и ремонтом зданий, скупали и перепродавали картофель, получали доход с работы на бахчах, продавали табак, масло, молоко. В начале 1930-х репрессиям были подвержены около полусотни жителей .
В 1930-х гг. в селе выпускалась газета "Степной колхозник". В годы коллективизации при Житкурском сельсовете было организовано три колхоза: имени Буденного (1930–1950 гг.), «Путь Ильича» (1930–1946 гг.), «Красное знамя» (1936–1948 гг.) . 
С 1928 по 1935 года село входило в состав Владимирского района Астраханского округа (округ упразднён в 1930 году) Нижневолжского края (с 1934 года — Сталинградский край). В 1935 году включено в состав Эльтонского района Сталинградского края. Постановлением президиума Сталинградского краевого исполнительного комитета от 19 августа 1935 года № 3254 «О центре Эльтонского района» село Житкур стало районным центром Эльтонского района  (район ликвидирован в 1953 году, присоединён к Палласовскому району) .
В годы Великой Отечественной войны погибло и пропало без вести около 360 жителей села. Летом 1942 года рядом с Житкуром, находившимся в тылу Юго-Восточного фронта, был в рекордные сроки построен военный аэродром. В селе был организован госпиталь 
Постановлением Совета Министров СССР от 13 мая 1946 года был основан Государственный центральный межвидовой полигон Капустин Яр. Село попало в зону отчуждения, и его жители были эвакуированы в другие населенные пункты Палласовского района Сталинградской области .

## Население
Динамика численности населения по годам:
| 1861 | 1897  | 1939 |
| ---- | ----- | ---- |
| 410  | 2 857 | 2676 |